# Brabham BT52
A Brabham BT52 egy Formula–1-es versenyautó, amelyet a Brabham csapat tervezett és versenyeztetett az 1983-as Formula–1 világbajnokság során. Pilótái Nelson Piquet és Riccardo Patrese voltak. A szezon második felében a kasztni továbbfejlesztésre került és BT52B néven versenyzett tovább. Az autóval Piquet megszerezte második világbajnoki címét, Patrese gyengébb eredményei miatt azonban a Brabham csak konstruktőri harmadik lett - erre a ritka együttállásra legközelebb csak a 2024-es idény során került sor. Ez volt az első világbajnoki cím, amit turbómotoros autóval szereztek.

## Áttekintés
Miután az előző idény végül a rendkívüli balesetveszély miatt betiltották a szívóhatásra (ground effect) épülő autókat, az FIA előírta, hogy minden autó padlólemezének teljesen síknak kell lennie. A Brabham csapat már készen volt az új autójával, a BT51-essel, amely ezen szabálymódosítás miatt végül soha nem kerülhetett bevetésre. Gordon Murray ezért az alapoktól tervezte meg az új, BT52-es modellt. Mivel a korábban oly fontos oldaldobozok immár nem szívóhatást generáltak, hanem eltávolították az autókat az aszfalttól, ezért a BT52-esnek rövid, karcsú oldaldobozai lettek. Hogy a tapadást növeljék, a kasztni súlypontjának jelentős részét a hátsó tengelyek felé tolták el. Az orr-rész jellegzetes, nyílhegyre emlékeztető lett, a hátsó szárny pedig túlméretes, hogy ezzel nyerjenek leszorítóerőt. A tömeget a szénszál és alumínium kombinációjából álló vázzal csökkentették minimálisra. Ettől az idénytől kezdve lehetőség volt verseny közben tankolni, és a Brabham, amely már az előző idényben is kísérletezett ezzel, adaptálta a megoldást azáltal, hogy relatíve kis üzemanyagtankot épített be. Az autókat a BMW soros négyhengeres turbómotorjai hajtották, amelyek időmérős üzemmódban akár 1280 lóerő leadásra is képesek voltak, versenykörülmények közt pedig kb. 850 lóerőt tudtak.
A könnyen vezethető autóval Piquet jól teljesített. Közvetlen riválisai a Renault csapat részéről Alain Prost, a Ferrari részéről pedig René Arnoux voltak. Egy szezon közbeni pechsorozat miatt aztán úgy tűnt, hogy világbajnoki esélyei elszállnak, de hamar visszajött a versenybe és végül győzedelmeskedett. Patrese ugyanakkor sokkal balszerencsésebb volt, pedig volt, amikor ő volt a gyorsabb a két pilóta közül. Imolában vezette a versenyt, de hat körrel a vége előtt balesetet szenvedett és kiesett, Monzában pedig pole pozíciót szerzett. Emiatt a német nagydíjig, ahol harmadik lett, még pontot sem szerzett. A szezonzáró dél-afrikai nagydíjat mindazonáltal meg tudta nyerni.
A kanadai nagydíjtól kezdve az autót továbbfejlesztették és BT52B néven versenyeztették tovább. Külsőre is megkülönböztethető volt a két altípus, mert másfajta festést kapott. Az idény végén a Ferrari által kitalált megoldást, a hátsó szárny oldalára felhelyezett két kisebb szárnyat is adaptálták.

## Eredmények
(félkövérrel jelölve a pole pozíció; dőlt betűvel a leggyorsabb kör)
| Év   | Csapat                 | Kasztni | Motor      | Pilóták          | 1   | 2   | 3   | 4   | 5   | 6   | 7   | 8   | 9   | 10  | 11  | 12  | 13  | 14  | 15  | Pontok | Helyezés |
| ---- | ---------------------- | ------- | ---------- | ---------------- | --- | --- | --- | --- | --- | --- | --- | --- | --- | --- | --- | --- | --- | --- | --- | ------ | -------- |
| 1983 | Fila Sport Brabham BMW |         | BMW M12/13 |                  | BRA | USW | FRA | SMR | MON | BEL | DET | CAN | GBR | GER | AUT | NED | ITA | EUR | RSA | 72     | 3.       |
| 1983 | Fila Sport Brabham BMW | BT52    | BMW M12/13 | Nelson Piquet    | 1   | KI  | 2   | KI  | 2   | 4   | 4   | KI  |     |     |     |     |     |     |     | 72     | 3.       |
| 1983 | Fila Sport Brabham BMW | BT52B   | BMW M12/13 | Nelson Piquet    |     |     |     |     |     |     |     |     | 2   | 13  | 3   | KI  | 1   | 1   | 3   | 72     | 3.       |
| 1983 | Fila Sport Brabham BMW | BT52    | BMW M12/13 | Riccardo Patrese | KI  | 10  | KI  | KI  | KI  | KI  | KI  | KI  |     |     |     |     |     |     |     | 72     | 3.       |
| 1983 | Fila Sport Brabham BMW | BT52B   | BMW M12/13 | Riccardo Patrese |     |     |     |     |     |     |     |     | KI  | 3   | KI  | 9   | KI  | 7   | 1   | 72     | 3.       |